# Icogne
Icogne is een gemeente en plaats in het Zwitserse kanton Wallis, en maakt deel uit van het district Sierre.
Icogne telt 548 inwoners.

## Geschiedenis
Van 1851 tot 1905 vormden Chermignon, Icogne, Lens en Montana één gemeente.

## Bezienswaardig
- De Zeuzier dam, op 1777 meter hoogte gebouwd tussen 1953 en 1957. De dam is 156 meter hoog en 256 meter lang. Van midden mei tot midden oktober is het ernaast gelegen restaurant geopend.
- La Croix de Missionaris, kerkgebouw ontworpen door Jean-Marie Ellenberger.

## Geboren
- Gabrielle Nanchen (1943-), politica, in 1971 verkozen als een van de eerste vrouwelijke federale parlementsleden
- Marlène Praplan, getrouwd met Eddy van der Vliet. Vier jaar na hun huwelijk kochten ze in Montana het hotel waar ze trouwden.